# Malanzán
Malanzán est une ville de la province de La Rioja, en Argentine, et le chef-lieu du département de General Juan Facundo Quiroga.

## Histoire
Peuplée originellement par les indigènes Paziocas, la région a été occupée par les Espagnols vers 1589. Les habitants actuels sont majoritairement des descendants des Européens.
La fête du département est fixée au 12 décembre. En février, on fête également l'anniversaire du chef de guerre riojano Juan Facundo Quiroga, qui a donné son nom au département où il était né en 1788.